# باولا كلير
باولا كلير (بالإنجليزية: Paula Claire)‏ هي فنانة بريطانية، ولدت في 1939.